# Pleurosoriopsis
Pleurosoriopsis es un género monotípico de helechos perteneciente a la familia  Polypodiaceae. Su única especie, Pleurosoriopsis makinoi, es originaria de Asia donde se distribuye por Rusia, China, Japón y Corea.

## Taxonomía
Pleurosoriopsis makinoi fue descrita por (Maxim. ex Makino) Fomin y publicado en Izvestija Kievskogo Botaničeskogo Sada 11: 8. 1930.
Sinonimia
- Gymnogramma makinoi Maxim. ex Makino[2]